# Октеракт

Октеракт

Октера́кт — аналог куба в восьмивимірному просторі.
Визначається як опукла оболонка 256 точок.

## Властивості
Його 8-гіпероб'ем можна обчислити за формулою:
{\displaystyle V_{8}=a^{8}}
де {\displaystyle a} — довжина ребра.

## Склад
У Октеракта:
- 16 хептерактів
- 112 хексерактів
- 448 пентерактів
- 1120 тесерактів
- 1792 кубів чи осередків.
- 1792 квадратів чи граней
- 1024 відрізків або ребер
- 256 точок або вершин

## Інші назви
- 8-Куб
- 8-Гіперкуб